# General Electric CJ610
O General Electric CJ610 é um motor aeronáutico derivado do motor militar General Electric J85, e é utilizado em diversos projetos de aeronaves civis. O modelo acumula 16,5 milhões de horas de operação. As versões civis alimentam aviões executivos como o Learjet 23 e o Hamburger Flugzeugbau HFB-320 Hansa Jet.
Um desenvolvimento posterior, o CF700, acrescentou uma saliência na parte posterior, ligada directamente às pás da turbina de baixa pressão.

## Maiores aplicações
- Learjet 23
- Learjet 24
- Learjet 25
- Learjet 28
- Aero Commander 1121
- HFB 320 Hansa Jet